# Miami Dolphins

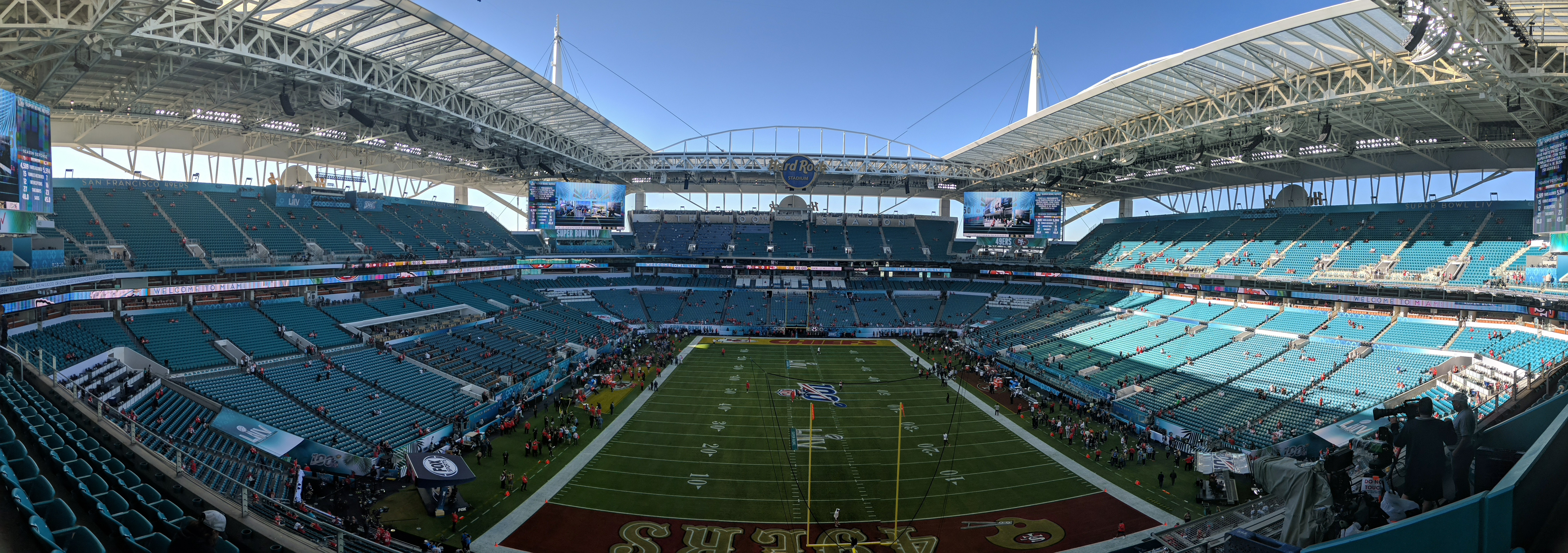
Hard Rock Stadium

Miami Dolphins – zawodowy zespół futbolu amerykańskiego z siedzibą w Miami, w stanie Floryda, rozgrywający swoje mecze na stadionie Hard Rock Stadium, w Miami Gardens. Drużyna jest członkiem Dywizji Wschodniej konferencji AFC ligi NFL.

## Historia
Dolphins zadebiutowali w AFL jako drużyna rozszerzająca ligę w roku 1966 i są obecnie najstarszą franczyzą dużej ligi zawodowej w stanie Floryda. W roku 1970, w ramach połączenia lig, zespół stał się członkiem NFL.
Drużyna zadebiutowała w swoim pierwszym finale ligi, Super Bowl VI, w roku 1971, ale przegrała z zespołem Dallas Cowboys. Za to już w roku 1972, Dolphins, jako jedyna do dziś drużyna w historii NFL, mieli idealny sezon (perfect season): wygrali wszystkie 14 meczów fazy ligowej, 3 gry play-off oraz finał – Super Bowl VII. Dzięki wygraniu Super Bowl VIII, zespół został pierwszą drużyną grającą w trzech kolejnych finałach ligi oraz drugą (zaś z drużyn AFL/AFC – pierwszą), która wygrała Super Bowl rok po roku. Zespołowi udało się jeszcze zagrać w Super Bowl XVII i Super Bowl XIX, przegrywając oba.
Przez większość sezonów Dolphins prowadzeni byli przez Dona Shulę, najbardziej zwycięskiego szkoleniowca w historii zawodowego futbolu. Trenowany przez niego zespół z Miami zanotował tylko 2 nieudane (więcej przegranych od wygranych spotkań) sezony spośród 26 z nim spędzonych. Po idealnym sezonie roku 1972 sześciu zawodników drużyny Shuli, w tym biegacz Larry Csonka i rozgrywający Bob Griese, weszło do Galerii Sław NFL. W latach 80. i 90. Dan Marino został najbardziej wartościowym rozgrywającym w historii ligi, bijąc wiele rekordów podań oraz doprowadzając drużynę do wielu meczów play-off i Super Bowl XIX.
Zawodnicy polskiego pochodzenia w Dolphins: Bob Brudzinski (1981-1989), Dan Marino (1983–1999), Ron Jaworski (1987-1988).